# Ахпаевка
Ахпаевка — село в Воротынском районе Нижегородской области в составе Красногорского сельсовета.

## Географическое положение
Ахпаевка расположена в 4 км к югу от федеральной трассы «Волга», в 7 км к востоку от посёлка Красная Горка и в 11 км от районного центра Воротынца, на левом берегу речки Гремячки.

## Население
| 2002 | 2010 |
| ---- | ---- |
| 222  | ↘211 |